# Der Rastelbinder (Film)
Der Rastelbinder ist eine österreichische Verfilmung von Franz Lehárs gleichnamiger Operette mit Louis Treumann, Franz Glawatsch, Oskar Marion und Robert Valberg in den Hauptrollen.

## Handlung
Janku und Suza sind gemeinsam aufgewachsen. Noch bevor sie beide im heiratsfähigen Alter sind, sollen sie bereits miteinander verlobt werden. Als Suza erfährt, dass ihre Eltern zu arm sind, um Janku eine Mitgift zu ermöglichen, geht sie für ihren Verlobten betteln.  Der reiche Bauer Blacek gibt nichts, dafür aber der arme jüdische fahrende Händler Wolf Bär Pfefferkorn. Als er erfährt, für welchen Zweck das Geld gedacht ist, spendet er Suza einen Silbergulden. Um diesen Handel korrekt abzuschließen, stellt er Suza einen Schuldschein über diesen Betrag inklusive fünf Prozent Zinsen aus. 
Zeitsprung: Die Kinder sind erwachsen geworden, und das Verlobungsversprechen wurde von fast allen vergessen. Durch die Vermittlung Pfefferkorns kam Janku zum Spenglermeister Glöppler nach Wien. Dort absolvierte er eine Lehre, und nachdem er von dem Verlobungsversprechen entbunden wurde, will ihn sein Meister mit seiner Tochter Mizzi verloben. Derweil hat Suza einen neuen Verehrer: es ist Milosch, der zurzeit in Wien als Soldat dient. Suza erwidert seine Liebe und will ihn in Wien besuchen. Sie bittet Pfefferkorn, sie mit in die Stadt zu nehmen. In der Überzeugung, Suza wolle zu Janku, bringt er sie zum Hause Glöpplers. Er erinnert sich noch gut an das alte Verlobungsversprechen. Schweren Herzens sind Janku und Suza der Überzeugung, dieses Versprechen halten zu müssen. Zu spät erkennt Pfefferkorn, dass er durch seine Beharrlichkeit das Lebens- und Liebesglück von Janku, Milosch, Mizzi und Suza zerstört habe.
In seiner Verzweiflung ob der verlorenen Liebe Suza desertiert Milosch. Da man annimmt, dass sich Milosch aus Liebeskummer umbringen könnte, suchen ihn Pfefferkorn, Janku und Suza. In der Kaserne trifft Mizzi ihre Freundinnen Gisa und Lisa. Die beiden Frauen haben sich als Ulanen verkleidet, um so unbemerkt ihre Verlobten Grobl und von Streckenberg zu besuchen. Als man Mizzi und Suza enttarnt und daraufhin aus der Kaserne werfen will, geben Gisa und Lisa ihre Uniformen an die beiden ab. Verkleidet als Soldaten machen sich Mizzi und Suza auf die Suche nach Milosch. Inzwischen werden – ebenfalls in der Kaserne – Janku und Pfefferkorn für die schon dringlich erwarteten Reservisten gehalten. Nach der Einkleidung und dem Friseurbesuch sollen die Reservisten ihre Reitkünste demonstrieren. Schließlich finden nach diesem großen Durcheinander die richtigen Pare wieder zueinander. Milosch kann endlich seine Suza und Janku seine Mizzi heiraten.

## Produktionsnotizen
Der Rastelbinder entstand im Herbst 1926 mit Studioaufnahmen im Schönbrunn-Atelier und Außenaufnahmen in der Tschechoslowakei sowie in Niederösterreich und wurde am 4. Februar 1927 in Wien uraufgeführt. Der Sechsakter besaß eine Länge von etwa 2500 Metern. 
Die Filmbauten gestaltete Gustav Abel. Co-Regisseur Arthur Gottlein übernahm auch die Aufnahmeleitung.
Der siebenjährige Raoul Retzer debütierte hier vor der Kamera. Hauptdarsteller Louis Treumann hatte den alten Juden Pfefferkorn bereits zu Beginn seiner Karriere mit sehr großem Erfolg auf der Operettenbühne gespielt.

## Kritiken
Die Salzburger Chronik schrieb: „Die Operette ‚Der Rastelbinder‘ verfehlt auch im Film ihre Wirkung nicht umsomehr als die tüchtige Musikbegleitung auch musikalisch vollen Genuß bietet. (…) Die Szenerie ist gut, die Bilder sind schön arrangiert.“
Die Villacher Zeitung meinte: „Die Stärke des Films ist sein volkstümlicher Vorwurf und die schönen Dorf- und Kinderszenen. Viel gesunder Humor macht, daß eine angenehme Stimmung immer mehr Platz greift und so verdankt man dieser alten Operette als neuen Film zwei vergnügte Stunden.“